# Phim thanh xuân
Phim thanh xuân hay phim truyền hình teen, phim tình cảm học đường hay phim tình yêu thanh xuân, đôi khi còn được gọi sai là thanh xuân vườn trường (cụm từ này xuất phát từ một lỗi dịch thuật tiếng Trung), là một dòng phim hay dạng phim truyền hình nhiều tập trong đó tập trung chủ yếu vào các nhân vật ở độ tuổi thanh thiếu niên (tuổi teen) hoặc còn trẻ tuổi. Dòng phim này trở nên nổi tiếng vào đầu thập niên 1990 ở phương Tây, đặc biệt là sự phổ biến của bộ phim dài tập Beverly Hills, 90210 trên kênh Fox của Mỹ. Sau thành công của 90210, các nhà biên kịch và sản xuất truyền hình nhận ra tiềm năng để dòng phim mới này chạm tới đối tượng khán giả bị bỏ quên trước đó. Trong quá khứ, hầu hết các bộ phim nhiều tập chủ trương tập trung vào giới thanh thiếu niên đều là thể loại hài kịch tình huống, còn người trẻ trong các bộ phim truyền hình thì thường chỉ là một phần của nhóm nhân vật rộng lớn hơn bao gồm cả người lớn và trẻ em.
Trong mọi trường hợp thì phim thanh xuân đều có các yếu tố tình cảm lãng mạn của thể loại opera xà phòng, nó gắn kết chặt chẽ một hay nhiều vòng tròn câu chuyện đang tiếp diễn, kéo dài trong vài tập. Các nhân vật trẻ bắt buộc phải đối mặt với sự thăng trầm đầy kịch tính của tình bạn và tình yêu, đồng thời phải xử lý một loạt các vấn đề rất đỗi điển hình ở tuổi thanh xuân. Ngoài ra còn có một số bộ phim truyền hình về tuổi thanh thiếu niên rất thành công khi đặt trong các chủ đề chính như: khoa học viễn tưởng (ví dụ The 100), kỳ ảo (ví dụ Nhật ký ma cà rồng và Teen Wolf) hay hành động/phiêu lưu (ví dụ Thị trấn Smallville).

## Theo quốc gia

### Mỹ
Những bộ phim thanh xuân nổi tiếng nhất của Mỹ được quay tại rất nhiều nơi (ví dụ phim Beverly Hills, 90210 quay tại khu ngoại ô thành phố Beverly Hills, quận Los Angeles; phim The O.C. quay tại thành phố Newport Beach, bang California; và phim Thế giới của nàng quay tại khu Upper East Side của Thành phố New York) hay tại những bối cảnh thị trấn nhỏ trong giả tưởng (ví dụ phim One Tree Hill quay tại thị trấn Tree Hill, bang North Carolina; phim Dawson's Creek quay tại thị trấn cảng Capeside, bang Massachusetts; và phim Gilmore Girls quay tại thị trấn Stars Hollow, bang Connecticut). Những bộ phim mô tả quãng đời thanh xuân theo lối chân thực hơn thì có xu hướng không thành công lắm, lấy ví dụ hai bộ phim My So-Called Life và phim Quái đản và Lập dị từng hứng chịu sự chỉ trích nặng nề, tỷ suất người xem thấp và rồi sau đó phải hủy bỏ. Một ngoại lệ gần đây mặc dù theo xu hướng phim thanh xuân tả thực nhưng lại gặt hái được rất nhiều thành công, đó là bộ phim Phê Pha phát sóng từ năm 2019. Tuy dòng phim này bắt nguồn từ Mỹ nhưng nó cũng đang trở nên phổ biến tại các quốc gia khác như Canada, Anh Quốc, Australia và Ireland.

### Trung Quốc
Câu chuyện trong các bộ phim thanh xuân Trung Quốc đều xoay quanh một nhóm bạn chơi thân từ thời trung học, sau nhiều năm xa cách tề tựu lại đám cưới của một thành viên. Ở giai đoạn trong quá khứ, mọi chuyện thường bắt đầu khi nữ chính từ một môi trường khác chuyển đến địa điểm chính của tác phẩm và đụng độ với nam chính học giỏi, đẹp trai nhưng tính cách trẻ con, hiếu thắng. Tình tiết quen thuộc là nam chính thường dạy nữ chính học bài, hoặc cùng cô ấy làm đôi bạn cùng tiến. Đổi lại, nữ chính sẽ trở thành "điểm mấu chốt" kiểm soát bản tính còn nhiều sốc nổi của anh chàng.

### Hàn Quốc
Cùng lấy đề tài về tuổi trẻ, song những bộ phim thanh xuân Hàn Quốc thường mang đến cho người xem những cung bậc cảm xúc khác nhau. Bên cạnh đó, dòng phim thanh xuân của Hàn Quốc còn sở hữu cho mình dàn diễn viên trẻ đẹp, đầy tiềm năng thu hút được sự quan tâm của khán giả.